# 功率增益
功率增益（英語：Power gain）是指一个电路里输出功率和输入功率的比例。不像其他的信号增益，例如电压增益和电流增益，功率增益由于“输入功率”和“输出功率”本身有着相对模糊的定义，因此有时显得有点混淆。三种重要的功率增益包括：运算功率增益（英語：operating power gain）、转换功率增益（transducer power gain）和有效功率增益（available power gain）。值得注意的是，上述三种增益的定义均基于功率的平均效果，而非瞬时功率，不过“平均”二字经常被省略，在有的情况会引起混淆。